# 柯尼斯堡级轻巡洋舰
柯尼斯堡级轻巡洋舰（德語：Leichter Kreuzer der Königsberg-Klasse）是魏玛国家海军和纳粹德国海军的三艘轻巡洋舰所使用的船级。它们由以德国城市命名的柯尼斯堡号、卡尔斯鲁厄号和科隆号共同组成，全部建于1926年至1930年之间。这是第三代以“柯尼斯堡级”命名的德国巡洋舰，但与前两代不同，它们此时已不再被归类为小巡洋舰，而是轻巡洋舰，同时也是国家海军的首款现代化巡洋舰设计；在它们之前埃姆登号则是基于一战时期的设计。柯尼斯堡级舰只配备了九门150毫米炮作为主舰炮，并搭载有十二具500毫米鱼雷发射管。
在整个二十世纪三十年代，全部三艘同级舰都被广泛用作教练巡洋舰。在1936－1937年的西班牙内战期间，它们进行了多次海外巡航，并参与非干预巡逻。随着第二次世界大战于1939年9月爆发，这三艘舰又在北海铺设了防御性雷区。它们都于1940年4月参加了入侵挪威的威悉演习行动；期间柯尼斯堡号遭到卑尔根外围的岸基炮台破坏，并于次日被英国轰炸机击沉。卡尔斯鲁厄号则遭英国潜艇逃学号击沉，仅余科隆号在挪威行动的过程中幸免于难。返回德国后，它开始搭载弗莱特纳Fl 282型直升机进行试验。在1941年入侵苏联的巴巴罗萨行动期间，科隆号为德国地面部队提供了炮火支援，并于1942年返回挪威。最终，它于1945年3月在威廉港被美国轰炸机击沉。但其火炮仍然浮于水面之上，这使它能够在战争最后的日子里协助德国陆军抵御英国地面部队的推进。

## 设计

### 整体特征
柯尼斯堡级舰只的全长和水线长度分别为169（554英尺6英寸）和174（570英尺10英寸）、有15.2（49英尺10英寸）的舷宽和最多6.28（20英尺7英寸）的吃水深度。它们的设计排水量为6,750公噸（6,640長噸）、标准排水量根据《华盛顿海军条约》的规定为6,000長噸（6,100公噸），而满载的作战排水量则可高达7,700長噸（7,800公噸）。船体采用纵肋钢框架构造，并采用大量焊接以减轻重量；船体有高达85%的比例是焊接而非铆接而成。它们被分为十九个水密舱室和一个占龙骨长度比重为72%的双层船底。
柯尼斯堡级舰只的标准船员编制为21名军官和493名水兵。其后又增加为23名军官和588－591名水兵，而在第二次世界大战期间，船员人数则进一步增至820－850名官兵。它们还配备有一些小型舰载艇，包括2艘哨艇、2艘驳船、2艘机动艇、1艘独桅纵帆船和1艘小划艇。这些舰只都是相对良好的远洋船具，但如果内部贮物装载不当则有倾覆之虞，并会轻微受到下风舵的影响。在舰舵横位时，舰体倾角高达为20°。尽管如此，它们的机动性很强，在顶头浪中只有轻微的速度损失，而在急转弯时的失速也仅为20%。
在20世纪30年代，同级的全部三艘舰都被改装成具备可搭载两架侦察型浮筒飞机的能力。它们配备了飞机弹射器和吊杆，以便发射飞机和当飞机降落在水中后进行回收。这些舰只最初搭载的是亨克尔He60型双翼机，十年后则替换为两架阿拉多Ar196型单翼机。弹射器每次只能容纳一架飞机；第二架则必须解体安置在仓库内，而这些舰只均不设机库进行存放。

### 机械装置
柯尼斯堡级舰只的推进系统由四台蒸汽轮机和两台10缸四冲程柴油机组成。涡轮机被分入三个轮机舱；柴油机则设有独立的舱室，位于涡轮机正后方。涡轮机的蒸汽由六台船用式双头燃油锅炉供应。发动机负责驱动两副三叶螺旋桨，其直径在同级前两艘舰为4.1（13英尺5英寸），科隆号则为3.7（12英尺2英寸）。这些舰只的动力装置可提供32節（59每小時）的最高速度，额定功率为65,000匹軸馬力（48,000千瓦特），但在速度实验中，全部三艘舰的功率都超过了68,000匹軸馬力（51,000千瓦特）。这些舰只的设计贮煤量为600公噸（590長噸），但通过利用额外的空间则可使贮煤量提高至1,350公噸（1,330長噸）。这使得它们能够以19節（35每小時）的速度航行5,700海里（10,600）；若将速度降低至17節（31每小時），则续航里程可高达7,300海里（13,500）。转向由单舵控制。柯尼斯堡级舰只各有三台涡轮发电机和两台柴油发电机用于供电；它们可在220伏特的电压下输出540千瓦特（720匹馬力）的总电功率。

### 武器装备

150毫米炮塔平面图

柯尼斯堡级舰只的主舰炮为九门安装在三座三联装炮塔内的150毫米25式速射炮。其中一座炮塔设于前部，另外两座以背负式布局设于舰艉。后炮塔可相互补偿以增加其射界。它们共配备1080发弹药，其中每炮120发。在建成初期，这些舰只还设有两门单座安装的88毫米45倍径速射炮；各配备400发弹药。此外，柯尼斯堡级舰只也携带有四组设于舰舯的三联装鱼雷管支架，并配备24枚管径为500（20英寸）的鱼雷，但它们至1940年被更具威力的533（21.0英寸）管所取代。这些舰只还可装载120枚水雷。
柯尼斯堡级舰只的防空武器于它们的运用生涯期间都在不断的改进和完善。最初的两门单装88毫米炮被替换为双联装的新式88毫米32式速射炮，并加装了第三座双联装炮塔，使得炮支数量达到六门。1930年代中期则安装了八门37毫米30式速射炮，同时还增加了八门20毫米30式高射炮。科隆号作为唯一一艘幸存至战争结束的同级舰，最终的防空配置为八门37毫米炮和十八门20毫米炮——尽管它已预备提升这两种口径炮的数量分别至十门和二十四门。

### 装甲保护
柯尼斯堡级舰只受到装甲甲板的保护，甲板在舰舯部有40（1.6英寸），两端逐渐变细至20（0.79英寸）。它们有一条50（2.0英寸）厚的水线装甲带，装甲带两端均覆以70（2.8英寸）厚的隔板。水下防护则由15（0.59英寸）厚的防鱼雷舱壁和20毫米厚的防撞舱壁组成。司令塔的侧部厚度为100（3.9英寸）、顶部为30（1.2英寸）。舰上炮塔的正面有30毫米厚，顶部、侧部和后部均为20毫米厚。炮塔的炮座也是30毫米厚。卡尔斯鲁厄号后来装备了增强的装甲保护装置，包括一副10至14（0.39至0.55英寸）厚的外列板，由新式的沃坦软钢（Wotan weich）制成，以及一副同样由沃坦软钢制成的16（0.63英寸）上层甲板。

## 同级舰

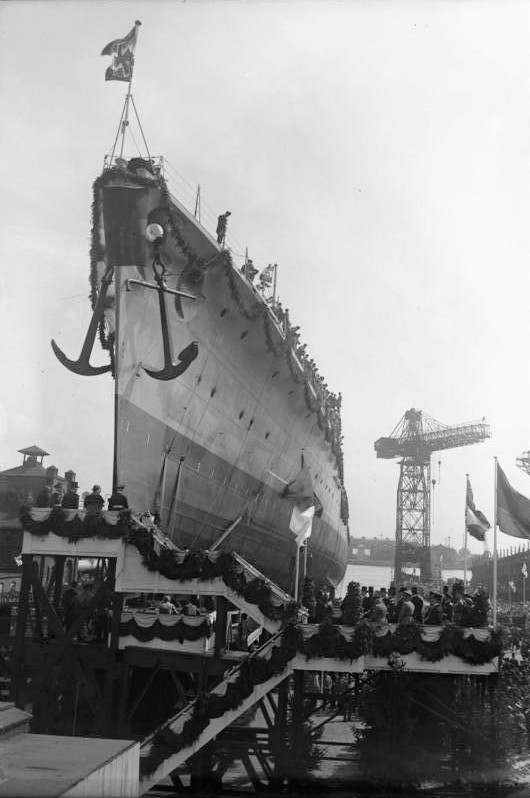
科隆号于1928年下水

| 舰只         | 造船厂             | 命名来源   | 架设日期      | 下水日期      | 入役日期      | 结局                                                |
| ------------ | ------------------ | ---------- | ------------- | ------------- | ------------- | --------------------------------------------------- |
| 柯尼斯堡号   | 威廉港国家海军船厂 | 柯尼斯堡   | 1926年4月12日 | 1927年3月26日 | 1929年4月17日 | 1940年4月10日在卑尔根遭空袭击沉                     |
| 卡尔斯鲁厄号 | 基尔德意志船厂     | 卡尔斯鲁厄 | 1926年7月27日 | 1927年8月20日 | 1929年11月6日 | 1940年4月9日遭潜艇袭击后凿沉                        |
| 科隆号       | 威廉港国家海军船厂 | 科隆       | 1926年8月7日  | 1928年5月23日 | 1930年1月15日 | 1945年3月30日遭空袭部分沉没，后于1956年在威廉港拆解 |

## 服役历史

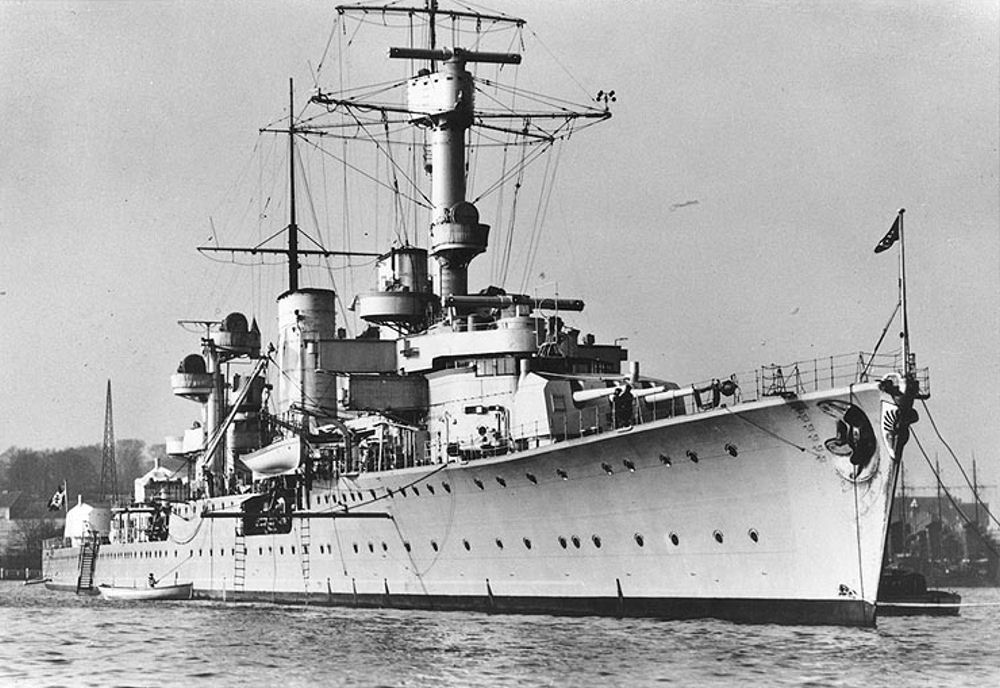
柯尼斯堡号于1936年

在整个20世纪30年代，柯尼斯堡级的三艘同级舰都被用作军校学员的训练巡洋舰。它们在欧洲海域展开了多次巡航，而卡尔斯鲁厄号和科隆号都曾出访其它大陆。在整个十年间，这些舰只都进行了改装，其防空武器一再得到增强，同时还完成了其它改进。三艘舰在1936－1937年的西班牙内战期间都参与了当地的非干预巡逻，当第二次世界大战于1939年9月爆发后，它们则在北海布设了一系列防御雷区。
1940年4月，柯尼斯堡级舰只参加了入侵挪威的“威悉演习行动”。其中柯尼斯堡号和科隆号被派往攻击卑尔根，而卡尔斯鲁厄号则加入了对克里斯蒂安桑的突袭。柯尼斯堡号在卑尔根外围遭到210（8.3英寸）口径炮的猛烈攻击，并严重受损；因此在港口被占领后，她移至内港进行临时修理。它奉命返回德国，但于翌日早晨遭到英国轰炸机的袭击，并被至少5枚炸弹击中。舰只沉没的速度足够慢，使大多数船员得以逃生；在这次袭击中仅18人遇难。
与此同时，卡尔斯鲁厄号在克里斯蒂安桑外围压制住了沿岸的挪威海岸炮，并成功让它的一批地面部队登陆。在卡尔斯鲁厄号离港后，英国潜艇逃学号攻击了这艘德国巡洋舰，并以两枚鱼雷取得命中。鱼雷撞击中断了卡尔斯鲁厄号的电力供应，其船员无法将灌水抽出，从而导致舰只迅速被淹没。它的船员被护航鱼雷艇接走，随后鱼雷艇向受损的巡洋舰发射了两枚鱼雷，以确保她迅速下沉。
科隆号是唯一一艘能在挪威行动中幸存的同级舰。返回德国后，它被改装为弗莱特纳Fl 282型直升机的试验台。之后，它转往波罗的海服役，于1941年为德国地面部队的推进提供火炮支援。1942年中期，科隆号回到挪威海域，但与其它几艘德国军舰尝试袭击PQ18号护航船队未果。接下来，它受命返回德国，在那里担任了各种不同的职能，包括被用作训练船和船队护航舰，直至再度去往挪威。舰只于1944年12月被英国轰炸机炸损，被迫返回德国进行维修。1945年3月，在威廉港的船坞内，科隆号遭到美国重型轰炸机的袭击并被击沉。其船身平稳下沉，火炮仍然外露于水面上，这使得它们在战争的最后几天仍可用于对抗英国部队的推进。